# Der Weltverbesserer
Der Weltverbesserer ist ein Theaterstück von Thomas Bernhard, das als Text erstmals 1978 in „Theater 78“ (1979 bei Suhrkamp) veröffentlicht und 1981 in Bochum unter der Leitung von Claus Peymann uraufgeführt wurde. Dem egozentrischen Weltverbesserer, dem die Ehrendoktorwürde überreicht werden soll, steht die unselbständige Frau gegenüber, die er wie eine unterwürfige Dienerin ausnutzt. Die Hauptrolle in der Erstbesetzung spielte Bernhard Minetti, dem das Stück gewidmet war.

## Handlung
Der Weltverbesserer sitzt auf seinem hohen Sessel und beklagt sich darüber, immer nur missverstanden zu werden. Nur die Frau, die (wie alle Charaktere des Stückes) namenlos bleibt, ist ihm vertraut und lässt sich von ihm beschimpfen und als willenlose Dienerin ausnutzen. Zwischen den beiden wird schnell eine paradoxe, scheinbar unergründliche Abhängigkeit erkennbar.
Am selben Tag, an dem das Stück spielt, soll der Weltverbesserer für sein „Traktat zur Verbesserung der Welt“ zum Ehrendoktor ernannt werden. In der letzten Szene erscheinen die akademischen Würdenträger der Universität sowie der Bürgermeister, um ihn auszuzeichnen, ohne jedoch den philosophischen Gehalt seines Traktats verstanden zu haben.

### Erste Szene
Fünf Uhr morgens: Der Weltverbesserer sitzt auf einem hohen Sessel. Da er friert, befiehlt er der Frau, eine Wanne mit heißem Wasser für seine Füße zu holen. Nach exaktem Einhalten von fünf Minuten soll sie ihm diese abtrocknen; der Weltverbesserer verlangt ein frisches Handtuch, nachdem sie ihm ein benutztes angeboten hat. Nachdem sie seine Füße abgetrocknet hat, referiert er über sie: „Die verlogene Ratte / Zwanzig Jahre / hat sie gehofft / daß ich sie heirate / jetzt erhofft sie sich / die Heirat nicht mehr / aber sie geht auch nicht mehr weg / [...]“ (Bernhard: Der Weltverbesserer, S. 20). Diese bereits hier hervortretende ungewöhnliche Beziehung bildet ein sich durchziehendes Motiv des Stücks.
Der Weltverbesserer verlangt seine Ehrenkette, die er von der Stadt Frankfurt überreicht bekommen hat. Die Auszeichnung hatte er für seine Widmung an die Stadt in seinem „Traktat zur Verbesserung der Welt“ erhalten, dessen Inhalt zwar „kein Mensch […] jemals verstanden“ hat, der aber bereits in 38 Sprachen erschienen ist und ihm und der Frau ein Leben in Reichtum ermöglichte. Während er zunächst noch wollte, dass diese ihm aus seinem Werk vorlese, fürchtet er plötzlich ihre falsche Intonierung der wichtigen Stellen und schickt sie hinaus.

### Zweite Szene
Der Weltverbesserer hat gefrühstückt und beginnt eine Analyse der Situation zwischen ihm und der Frau: „Du hast eine Reise verdient / das ganze Jahr / mit einem Wüstling / mit einem Ungeheuer / mit einem Berserker“ (S. 35f), und schließlich: „Du haßt mich / Ich weiß daß du mich haßt“ (S. 39). Ein Blickt in den Spiegel verschärft sein Urteil: „Du müßtest dich schämen / mit einem solchen Mann / wenn er nicht so durchgeistigt / und so berühmt wäre“ (S. 41). Die Frau, deren Beziehung zu ihm unergründlich bleibt, beschreibt er selbst als „Meine Lebensgefährtin / mein notwendiges Übel / […] / mein Höllenkind“ (S. 56). Außerdem beginnt eine Hasstirade gegen die Schweiz, in welche er nicht wieder fahren möchte, da er seit einer Reise dorthin gelähmt sei und ein Schweizer Medikament für seinen Haarausfall verantwortlich macht. Der Weltverbesserer ist der erste, der den Ehrendoktor zu Hause verliehen bekommen soll; dass ihm diese Würde, entgegen seinen Aussagen, viel bedeutet, wird u. a. daran deutlich, dass er sich im Detail überlegt, wie er die Akademiker empfängt und in welcher Ordnung sie sich an seinen Tisch zu setzen haben. Hier spiegelt sich auch Thomas Bernhards widersprüchliches Verhalten bei seinen eigenen Ehrungen wider, die er zwar verachtete, aber dennoch annahm.

### Dritte Szene
Zu Beginn der dritten Szene wird zum ersten Mal die Abhängigkeit des Weltverbesserers von der Frau deutlich: Diese ist nicht im Raum und bleibt auch nach mehrmaligem Rufen fern, was bei ihm eine panische Reaktion hervorruft; er macht sich Gedanken darüber, was passieren würde, wenn ihm etwas geschähe und niemand seinen Hilfeschrei hörte. Eines der Hauptmotive im Werk Bernhards, die Krankheit, wird im Folgenden aufgegriffen: Dem Text vorangestellt ist bereits ein Zitat Voltaires: „Ich bin krank. Ich leide vom Kopf bis zu den Füßen.“ Während der Weltverbesserer in der ersten Szene eine Wanne mit heißem Wasser für seine Füße verlangt hatte, fordert er nun beim Eintreten der Frau in der dritten Szene kalte Umschläge für seine Stirn. „Wenn wir den Ärzten / auf die Schliche gekommen sind“, bemerkt er, „ist es zu spät / Jede Krankheit / ist eine unheilbare Krankheit“ (S. 65). Immer wieder erörtert er die Frage nach der gemeinsamen Reise mit der Frau, die, laut seiner Aussage, immer in den Süden will. Er hingegen verabscheut den Süden, den er als „ein einziges Museum“ (S. 65) bezeichnet und nennt es eine „perverse Gewohnheit / in den Süden zu fahren / die Geschichte aufzusuchen / die Kultur zu besichtigen“ (S. 64), wohingegen ihm Interlaken jedoch noch verhasster ist als Rom. Die Reise jedoch will er unternehmen, weil er davon überzeugt ist, dass die Frau verreisen möchte und einen Anteil an seinem „Ruhm / etwas von dem Ehrendoktortitel“ verdient hat „Nach so vielen Jahren / entsetzlicher Beschämungen / fürchterlicher Erniedrigungen“ (S. 72). Auch hier widerspricht er sich allerdings kurz zuvor, denn „wir zwingen ja niemanden / bei uns zu bleiben / Die Leute ketten sich an uns / … / und deshalb peinigen wir sie / sie trachten danach / uns zu vernichten / wir sind ihre Opfer“ (S. 68). Wie das gesamte Stück ist diese Szene geprägt von ständigen Stimmungsschwankungen und widersprüchlichen Forderungen und Äußerungen, welche die Frau offenbar widerstandslos hinnimmt.

### Vierte Szene
Der Weltverbesserer arrangiert die Szene für den Empfang der Gäste, indem er der Frau befiehlt, wo sie verschiedene Möbelstücke hinzustellen hat. Als zwei Hausangestellte hereinkommen, nennt er sein Konzept vernichtet, weil er „keinen fremden Menschen sehen kann“ (S. 77). Nach einem Wutausbruch über das Eindringen der für ihn unbekannten Hausangestellten in seine Szenerie sinkt er erschöpft zusammen. Nur die Frau duldet er bei sich: „Lieber mit dir die Hölle / als einen fremden Menschen / […] / Wir bezahlen diese Leute / damit sie uns zersetzen und vernichten / […] / Ich will keinen dieser Menschen mehr sehen“ (S. 80). Kurz spricht er über den Inhalt seines offenbar alles verneinenden Traktats, dessen Sinn er jedoch gleich wieder anzweifelt, denn „Wenn wir alles abschaffen / wenn wir alles zerstören / ist doch alles wieder da / […] / Fallen wir dem Herrschenden in den Rücken / sitzt schon der nächste da / und ist der gleiche / […] / Wir schreiben einen Traktat / und der wird ausgezeichnet / und es hat sich nichts geändert“ (S. 83f). Die Hoffnungslosigkeit allerdings mache das Leben überhaupt erst erträglich; nur mit dem Wissen, dass er ohnehin nichts ändern kann und somit alles hinfällig ist, kann er weiter existieren. Die Frau ist dabei seine einzige Stütze: „Komm her / gib mir deine Hand / [… ] / Wir sind den Elementen ausgeliefert / Wir müssen zusammenhalten / gegen alles verstehst du“ (S. 87). Plötzlich steht er auf, um sich in einen anderen Sessel zu setzen, lässt sich jedoch schnell wieder zurückfallen, denn er fürchtet, jemand könne gesehen haben, dass er keiner Hilfe bedarf. Die Frau soll ihn ankleiden, während er sich darüber beklagt, dass er wegen seiner Lähmung nicht mehr aufstehen kann.

### Fünfte Szene
Zu Beginn der fünften Szene erzählt der Weltverbesserer, dass er immer von einem einfachen Leben geträumt habe: „Dem Dummkopf gelingen die Vorhaben / die er hat / […] / Dem Zweifler / zerfällt alles / […] / Der einfache Mensch rennt in die Kirche / Wohin sollte ich gehen / ich bin ungeschützt“ (S. 96f). In gewisser Weise bewundert er die Menschen, „die sich mit der Oper zufrieden geben / […] / oder in den Zug steigen / und drei Stationen weiter ihr Glück finden“ (S. 97). Während er der Frau zuvor einen Anteil an seinem Ruhm zugesprochen hatte, behauptet er nun, sie habe hinter seinem Rücken von einem Verrückten gesprochen „Und jetzt heimst du den Ruhm mit mir ein“ (S. 98). Er erklärt die eigentliche Bedeutung seines Traktats nun in ganzer Direktheit: „Mein Traktat will nichts anderes / als die totale Abschaffung / nur hat das niemand begriffen / Ich will sie abschaffen / und sie zeichnen mich dafür aus / […] / Die Opfer verhelfen ihrem Mörder zum Ehrendoktor / […] / Wir können die Welt nur verbessern / wenn wir sie abschaffen“ (S. 98).
Der Empfang, auf den im gesamten Stück hingearbeitet wurde, nimmt nun weniger als ein Zehntel desselben ein: Der Rektor, der Dekan, der Professor und der Bürgermeister betreten die Szene, die insgesamt von Falschheit und Verstellung geprägt ist. Die Herrschaften reißen sich darum, dem Weltverbesserer höchstes Lob entgegenzubringen; der Rektor rühmt sich damit, ihn als Ehrendoktor vorgeschlagen zu haben und nun an sein Ziel gelangt zu sein. Während der Autor des Traktats alle Übersetzungen kritisiert hatte, wird er nun damit konfrontiert, dass sich offenbar die ganze Welt mit seiner Arbeit befasse – „heftige Auseinandersetzungen“ (S. 102) gebe es darüber in Japan und den USA, eine Übersetzung ins Chinesische sei in Arbeit, über 100 Studien gebe es allein in Deutschland. Der Dekan vermeldet stolz, dass seine Nichte das Werk ins Rumänische übersetze. Die Urteile verkommen ins Lächerliche, wenn man nicht nur bedenkt, dass dem Weltverbesserer (wie Bernhard selbst) Übersetzungen gleichgültig sind, sondern nun auch noch gefordert wird, dass sein Werk „nicht nur gelesen / sondern tatsächlich studiert wird“ (S. 103) – denn der Weltverbesserer hatte seinen Gästen vor deren Erscheinen genau dieses mangelnde Studium seines Traktats vorgeworfen. Wenn der Dekan nun fordert, „dass nach seinem Willen gehandelt wird“ (S. 103), bestätigt sich damit, dass die Herrschaften nicht wissen, dass es in diesem Traktat um ihre „Abschaffung“ geht. Der Weltverbesserer hingegen behauptet trocken, allein die Universität verstünde sein Traktat, was seine Gäste sofort bestätigen. Bernhard führt hier Gelehrte und Amtsträger auf peinliche Weise vor. Der vorher so redselige Weltverbesserer kommt kaum mehr zu Wort, wird stellenweise einfach unterbrochen, wenn er die erhabenen Behauptungen der Gelehrten einzuschränken versucht. Erst als er von seinem miserablen Gesundheitszustand berichtet, wird ihm wieder zugehört. Er erhält seine Urkunde und sagt, er habe eine Rede vorbereitet, „Aber ich halte keine Rede / Wenn wir etwas sagen / werden wir nicht verstanden / Wenn wir die Wahrheit sagen / ist es doch nur gelogen“ (S. 110). Dies ist die einzige Stelle, an der er den Gästen offen sagt, dass sie ihn nicht verstehen; doch diese schweigen nun vollends.

### Nachspiel
Nachdem die Würdenträger gegangen sind, will der Weltverbesserer zusammen mit der Frau die Stadt verlassen. „Was für eine entsetzliche Stadt“, ruft er aus, „Was für stumpfsinnige Menschen“ (S. 114). Schon verachtet er den Ehrendoktor, den er gerade noch stolz entgegengenommen hatte: „Ich habe diese Leute immer gehaßt / ich weiß warum ich nach einem halben Jahr / aus der Universität davongelaufen bin / Jetzt rächen sie sich und ehren mich“ (S. 114). Selbst das verhasste Interlaken zieht er nun als Wohnort in Betracht.

### Ort und Zeit
Das gesamte Stück spielt im Haus des Weltverbesserers in Jetzt-Zeit. Die dargestellte Handlung nimmt einen Rahmen von etwa sieben Stunden ein:

1.Szene: fünf Uhr früh

2.Szene: sechs Uhr

3.Szene: sieben Uhr

4.Szene: zehn Uhr

5.Szene (Vergabe des Ehrendoktors): elf Uhr

Nachspiel: zwölf Uhr

## Entstehung
Erstmals erwähnte Thomas Bernhard das Stück im Februar 1978 in einem Brief an seinen Verleger Siegfried Unseld; es sollte den Titel „Die Milchkanne“ tragen und für den Schauspieler Bernhard Minetti sowie ein junges Mädchen sein. Im August war „Der Weltverbesserer“ unter seinem heutigen Titel niedergeschrieben, der Vorabdruck erschien in „Theater 1978“ mit dem vorangestellten Motto: „Für Minetti / wen sonst?“. Die Uraufführung des Stückes verschob sich immer wieder, dennoch verlangte Bernhard eine Einzelausgabe in der Bibliothek Suhrkamp, die ihm Unseld für das Frühjahr 1979 zusagte. Über eine Besprechung des Stückes mit Bernhard notierte er: „Wahrscheinlich ist es nicht sein bestes Stück, aber es ist vielleicht das persönlichste – so, warum er keine Familie gründet, warum er nicht heiratet, Probleme des Schreibens und immer wieder gelingt es ihm, Gedankenstränge in einen einzigen Gedanken zu fassen.“

## Rezeption
Die Reaktionen auf die Uraufführung waren größtenteils äußerst positiv: In der Frankfurter Allgemeinen Zeitung lobte Georg Hensel den „Weltverbesserer“ als den „finsterste[n] und zugleich komischste[n] Bernhard, den es je gab“ und nannte die Uraufführung einen großen Abend „für Thomas Bernhard, für Minetti, für Peymann, für das deutsche Theater“. Benjamin Henrichs von der Zeit ging sogar so weit, eine angestrebte Perfektion des Theaters in dem Stück zu sehen, denn es wiederhole und variiere nicht bloß erneut alle Stücke Bernhards, sondern „gleichzeitig das ganze Welttheater, […], als wolle es das Theater in seine letzte, endgültige Form bringen“.
Auch Siegfried Unseld revidierte seine Meinung über das Stück und sprach in einem Telegramm an den Autor vom „endgültige[n] durchbruch thomas bernhards auf deutschen bühnen“. In einem Reisebericht schreibt er, „Die Uraufführung ,Der Weltverbesserer‛ war schlechterdings grandios. […] Ich meine, dass diese Aufführung für Thomas Bernhard ein historisches Datum werden wird.“
Besonders hervorgehoben in den Feuilletons wurden die Leistungen der Hauptdarsteller Minetti und Edith Heerdegen, die selbst von Rezensenten gelobt wurden, die das Stück weniger enthusiastisch aufnahmen; so etwa Peter Iden, der es als „schwach und haltlos“ bezeichnete, jedoch einen „bravouröse[n] Rettungsversuch Minettis“ in der Aufführung ausmachte.

## Die Beschränkung des Weltverbesserers auf Minetti
Bereits vor der Veröffentlichung kritisierte Unseld die Widmung „Für Minetti / wen sonst“: „Jeder andere Schauspieler außer Minetti müßte sich hier zurückgesetzt fühlen, doch das war ihm egal, sie seien auch zweite Klasse.“ Zwar konnte er den Autor überreden, das „wen sonst?“ aus der Widmung zu streichen, doch Bernhard bestand darauf, dass der Weltverbesserer bis zu Minettis Tod nur von diesem gespielt werden dürfe – außer in Übersetzungen in anderen Sprachen. Nach dem enormen Erfolg der Uraufführung bat der Verleger seinen Autor, diese Beschränkung zu überdenken, doch Bernhard blieb dabei: „[...] der Weltverbesserer ist vorläufig auch an Minetti gebunden.“ Das ZDF strahlte die Aufführung vom 12. April 1981 live aus. Zusätzlich gab es Gast-Inszenierungen, u. a. in Berlin, Ludwigsburg und Wien, dazu erschien die Bochumer Inszenierung als Tondokumentation in einem Doppelalbum.
Später ließ Bernhard dann doch andere Besetzungen zu, die erste 1985 in Saarbrücken. In Österreich konnte das Stück erst nach Aufhebung des durch Bernhard erwirkten Aufführungsverbots seiner Werke im Jahr 2000 neu inszeniert werden.

## Gattungsfrage
„Der Weltverbesserer“ ist ein Drama, das nicht dem Ideal des klassischen Dramas von fünf Akten folgt, sich mit seiner Anordnung in fünf Szenen (mit anschließendem Nachspiel) jedoch eher diesem Schema fügt, als andere Theaterstücke Bernhards. Die tragische Komponente, der Tod der Hauptperson, fehlt, dennoch gilt der „Weltverbesserer“ als Tragödie und nennt sich im Text auch selbst so: „Eine Komödie / haben wir geglaubt / aber es ist doch eine Tragödie / nach und nach / wird in diesen Mauern / eine Tragödie gespielt“ (S. 12).
Die Erörterung der Gattungsfrage ist ein häufiges Motiv Bernhards, so schon in „Ein Fest für Boris“ („Es ist keine Komödie“, Bernhard: Stücke 1, S. 12) und v. a. in „Die Jagdgesellschaft“ („ich selbst empfinde nicht als Komödie / was Sie als Komödie bezeichnen / […] / Eine Komödie ist ja doch ein ganz und gar feststehender Begriff / damit hat was Sie schreiben nichts zu tun“, Bernhard: Stücke 1, S. 236).